# Sevrei, Ömnögovi
Sevrei (tiếng Mông Cổ: Сэврэй) là một sum của tỉnh Ömnögovi ở miền nam Mông Cổ. Vào năm 2009, dân số của sum là 2.191 người.

## Địa lý
Sum có diện tích khoảng 8.095 km2. Trung tâm sum, Sainshand, nằm cách thủ đô Ulaanbaatar 828 km.

### Khí hậu
Sevrei có khí hậu hoang mạc. Nhiệt độ trung bình hàng năm trong khu vực là 8 °C. Tháng ấm nhất là tháng 7, khi nhiệt độ trung bình là 26 °C và lạnh nhất là tháng 1, với −14 °C. Lượng mưa trung bình hàng năm là 177 mm. Tháng ẩm ướt nhất là tháng 7, với lượng mưa trung bình là 44 mm, và khô nhất là tháng 2, với 3 mm.

## Kinh tế
Sum có một trường học, bệnh viện, khu du lịch và viện bảo tàng.